# Anoplodactylus haswelli
Anoplodactylus haswelli är en havsspindelart som först beskrevs av Flynn, T.T. 1918.  Anoplodactylus haswelli ingår i släktet Anoplodactylus och familjen Phoxichilidiidae. Inga underarter finns listade i Catalogue of Life.